# Pirates, Vikings and Knights II
Pirates, Vikings and Knights II — компьютерная многопользовательская командная игра в жанре экшен и слешер, созданная на базе движка Source от Valve. На текущий момент находится на стадии бета-тестирования, первый публичный бета-релиз вышел 1 января 2007.
Является сиквелом игры Pirates, Vikings and Knights, созданной на базе более раннего движка GoldSrc.
Игра была позитивно оценена критиками, которые особенно отметили её оригинальность, а также качество проработки графики.
Pirates, Vikings and Knights II схожа с игрой Team Fortress 2 классами, пикапами, режимами и озвучкой.

## Геймплей

### Боевая система
Pirates, Vikings and Knights имеет свою уникальную боевую систему, схожую с боевыми системами Age of Chivalry и Mount & Blade. Игра имеет в изобилии множество механик, влияющих на ход боя, начиная от простых блоков, заканчивая манипуляциями с камерой, для достижения наибольшего урона. Несмотря на это, игра имеет хорошую динамику, благодаря чему бои приобретают не только интересные механики, но и сам их процесс. В игре кроме здоровья также используется такой важный элемент, как «броня», которая снижает входящий урон на определённый процент, в зависимости от оружия врага. Если уровень брони закончится, то оружие врага будет наносить очень большой урон, который способен быстро убить даже самых живучих персонажей.

### Команды
Игра имеет целых три команды, что очень отличает её от других подобных. Команды не только отличаются внешним видом и классами, но и самим геймплеем. Например, пираты лучше всего действуют из засады, рыцари эффективно уничтожают всё и вся командой, а викинги лучше всего проявляют себя в открытых столкновениях. Благодаря этому, игра за каждую команду и класс будет давать свой опыт игры и ведения боя.

### Классы
На данный момент в игре представлено 10 классов, которые значительно отличаются между собой как в геймплейном, так и в визуальном плане. Всего в плане у разработчиков ввести по 6 классов для каждой команды.
Сейчас из классов есть следующие персонажи:

#### Пираты
Разбойник: классический пират прошлых веков. Является самым быстрым классом с разнообразными видами оружия: сабля, кремнёвые пистолеты и бочка с порохом, которые он использует на средне-ближних дистанциях. Разбойник имеет низкий запас здоровья, а его слабое оружие предполагает тактику «ударил-убежал».
Капитан: капитан всей шайки пиратов. Вооружён крепкой саблей, мушкетоном и ручным попугаем. Несмотря на свою беспомощность, капитан довольно живучий противник.
Снайпер: опытный харизматичный мушкетёр из Испании. Стреляет из своего мушкета на очень дальние расстояния, убивая любого, кому не повезло попасть под его пули. К сожалению, в ближнем бою он использует слабенький кинжал, которым к тому-же нельзя хорошо защищаться от вражеских ударов. Из ответов снайпера становится понятно, что больше всего он ненавидит Британцев.

#### Викинги
Берсеркер: свирепый скандинавский воин. Берсеркер является вторым по скорости после разбойника, но имеет в полтора раза больше здоровья. Несмотря на его двуручный топор, берсеркер способен с поразительной скоростью рубить врагов, а смертельное комбо из топора и меча дополняют эту комбинацию.
Хускерл: хускерл — живучий викинг, который способен противостоять целой куче врагов хоть в открытой местности, хоть в узких коридорах. Его двуручный топор сравним по силе с двуручным мечом тяжёлого рыцаря, но немного быстрее. Меч и щит помогают ему сдерживать натиск врагов, а метательные топорики — добивать тех, кто попытается убежать.
Гестир: старый, но опытный комейщик-викинг. Двуручное копьё позволяет ему держать врагов на безопасном расстоянии. Метательные копья отлично подходят при атаке, а его щит хоть и слабее щита
хускерла, но клинок довольно больно бьёт.
Бонди: бонди является лучником викингов. Его плоский лук хуже длинного лука лучника, но может стрелять с высокой скоростью. Копьеметалка позволяет не подпускать врага, и по силе сравнима с арбалетом. А сакс бонди наносит большой урон вблизи. Кроме того, бонди является самым живучим стрелком в игре, что делает его убийство довольно трудной задачей.

#### Рыцари
Тяжёлый рыцарь: настоящий средневековый «танк» в латных доспехах. Является самым живучим и сильным классом в игре, но расплачивается за это крайней медлительностью. Хотя его двуручный меч и мал, но бьёт сильно даже когда удар был не в полную силу. А его щит и меч являются по праву самыми крепкими в игре. Тяжёлый рыцарь и берсеркер единственные классы, которые не имеют дальнобойного оружия.
Лучник: «визитная карточка» рыцарей. Его длинный лук способен быстро убить практически любого соперника, а арбалет позволяет после этого убежать, не давая другим врагам слишком близко подойти к себе. Короткий меч сравним с саблей разбойника и позволяет драться в ближнем бою, если он неизбежен.
Гвардеец: француз команды рыцарей. Является средним звеном между тяжёлым рыцарем и лучником, и способен довольно хорошо противостоять любым классам. Хотя алебарда имеет свои недостатки, её урон и скорость делают её опасной для любого противника. Арбалет гвардейца значительно хуже по характеристикам: ниже урон и всего 2 болта в запасе, зато позволяет с отличной точностью убить стрелка или убегающего врага. булава и баклер прямо-противоположны друг другу: баклер имеет низкий запас прочности, а булава высокий урон, что не позволяет эффективно использовать их вместе. Кроме того, гвардеец не стесняется в грубых «шутках» в сторону своих врагов.

### Режимы игры
В Pirates, Vikings and Knights II представлено множество режимов, которые одновременно делают её похожей на другие подобные игры, но и одновременно отличают её от них, благодаря значительным отличиям этих режимов. Кроме того, Octoshark Studios заявили, что количество режимов ближе к релизу игры будет значительно увеличено.
Текущие режимы игры представлены следующими:
Добыча: этот режим похож на режим «захват флага» из других подобных игр, но со значительными отличиями. Командам требуется захватить сундуки и удерживать их на своих базах для того чтобы выиграть. При старте игры у команд есть счётчик очков, который надо опустить до 0, чтобы победить. Скорость сброса очков зависит от того, сколько сундуков имеет та или иная команда. При захвате сундука, команде, которая его захватила сбрасывают 5 очков, а команде, которая его потеряла добавляют их. Кроме того, игрок несущий сундук получает особую возможность: вместо возможности класса он может использовать ускорение, которое значительно повысит его скорость на короткое время, и позволит донести сундук до своей базы. Если случится так, что обе команды достигнут счёта в 0 очков в одно время, то произойдёт ничья. В этом режиме практически все его аспекты, в т.ч количество сундуков и очков может быть настроено картоделами.
Территория: этот режим практически не отличается от подобных режимов других игр. Командам требуется захватывать территории и удерживать их, чтобы довести счётчик очков до 0 и победить. Если одна команда захватила все территории, то через определённое время она побеждает, несмотря на то, сколько очков у неё осталось. Скорость захвата территорий зависит от того, сколько членов команды присутствует на ней. При этом, если на территории присутствуют её владельцы, то скорость её захвата значительно падает, вплоть до полной остановки. Ничья в этом режиме аналогична ничье в режиме «добыча».
Реликвия: в этом режиме команды в начале каждого раунда получают особый артефакт, который отличается лишь визуально для каждой команды. Выбор артефакта происходит случайно, но игрок, который его несёт может бросить его, нажав на определённую клавишу. Если игрок несёт артефакт, то его зрение приобретает оттенок его команды, а также он постепенно восстанавливает своё здоровье и повышает его максимальный запас на 50 ед. Артефакт предоставляет небольшую регенерацию здоровья и место возрождения для павших союзников вокруг. Носитель артефакта может видеть вражеских носителей, и указывать путь команде до них. Чтобы победить, требуется убивать других игроков, но в пределах союзного носителя, что сбрасывает счётчик убийств. Когда счётчик убийств достигнет 0, команда побеждает. При этом, если носителя убивают другие игроки, то их здоровье и броня восстанавливаются, а команда, чей носитель был убит, получает очко. Артефакт, который потерял или бросил носитель, будет лежать на земле, и если его никто не подберёт, то он исчезнет, давая тем самым время другим командам. Ничья здесь, также как и в предыдущих 2-х режимах аналогична им.
Командное выживание или последняя команда: режим, где игроки имеют одну жизнь на раунд, и если они умирают, то им придётся ждать начала следующего. Чтобы победить, игроки должны остаться последней командой. В этом режиме пикапы еды, брони и боеприпасов не появляются вновь, что делает игру в этом режиме более осторожной и медленной. После истечения определённого промежутка времени наступает «внезапная смерть», которая имеет свой эффект на своей карте. Например, лава, падение колон, молнии и т. п. При этом, «внезапная смерть» может случайным образом начаться в начале раунда, делая тем самым игру значительно динамичнее. Здесь ничья произойдёт, если последние игроки погибнут в одну и ту-же секунду.
Командный бой или бой насмерть: классический режим, который не имеет конкретной цели, кроме как большее число убийств. Убивая врагов, команды получают очки, и та команда, чьи очки окажутся больше, побеждает. При этом, если каким-то образом очки команды окажутся одинаковыми, то даётся «овертайм», который длится определённое время. После «овертайма» происходит окончательный подсчёт очков и определяется победитель.
Задача: режим, который определяется только волей картодела, и может представлять собой что угодно. Осада замка, игра в футбол, полёты на драконах и многое другое.

### Элементы карт
Ещё одной особенностью Pirates, Vikings and Knights II является то, что могут быть использованы объекты, структуры и окружение на множестве официальных карт. Как например: заманить врага в ловушку, пнуть в яму с кольями, скинуть с обрыва или закрыть в клетке.

## Достижения
Pirates, Vikings and Knights II имеет более 250 достижений.
Многие достижения имеют отсылки на произведения литературы и кино. Как например, достижение «Dr.Kevorkian», где необходимо посодействовать в ста самоубийствах, является отсылкой на известного Джека Кеворкяна, который практиковал и популяризировал эвтаназию на людях.
Или достижение «Unlimited Power», где необходимо посодействовать в смерти 5-х врагов от молний, является отсылкой на Звёздные войны. Эпизод III: Месть ситхов и цитирует знаменитую фразу Палпатина «-Абсолютная власть!»

## Отзывы
В Steam игра имеет в среднем 86 % положительных отзывов.
На Metacrititc игра имеет оценку в 7.3 пользовательских баллов.
При этом, из плюсов пользователи отмечают: «необычность» игры, наличие 3-х команд, динамичность геймплея и бесплатность.
Из минусов они отмечают: низкий онлайн серверов, редкий выход обновлений и сложность в начальном понимании геймплея игры. Последнюю проблему Octoshark Studios обещают исправить, выпустив туториал для новичков.